# Magister militum
Magister militum (poveljstvo ali poveljnik oboroženih sil) je bil naziv vrhovnega poveljstva rimskih oboroženih sil, ki se je uporabljal v poznem Rimskem cesarstvu od vladavine Konstantina Velikega dalje. Naziv je lahko pomenil tudi visokega vojaškega častnika, ki je bil neposredno podrejen vrhovnemu poveljniku vojske, se pravi cesarju. V grških virih se naslov imenuje strategos ali stratelates.

## Ustanovitev in razvoj položaja
Položaj magistra militum je nastal v 4. stoletju, ko je cesar Konstantin Veliki razrešil pretorijanske prefekte (praefectus praetorio) njihovih vojaških dolžnosti. Na začetku sta nastala dva položaja: magister peditum (poveljnik pehote) in bolj prestižen magister equitum (poveljnik konjenice). Položaj magistra equitum je obstojal že od republikanskih časov in je pomenil drugega poveljujočega častnika za rimskim diktatorjem. 
Konstantinovi nasledniki so ustanovili tudi položaje na teritorialni ravni in imenovali magistre peditum in magistre equitum za vsako pretorijansko  prefekturo: per Gallias (za Galijo),  per Italiam (za Italijo), per Illyricum (za Ilirik) in per Orientem (za Vzhod), kasneje tudi za Trakijo in občasno za Afriko. 
Položaj poveljnika pehote in konjenice je včasih zasedala ena oseba, ki je imela naslov magister equitum et peditum ali magister utriusquae militiae (poveljnik obeh vojsk). Magistri utriusquae militiae so poveljevali lokalni operativni vojski (comitatenses),  ki je bila nameščena na strateških točkah cesarstva. Sestavljena je bila večinoma iz konjenice in je delovala kot enota za hitro posredovanje. Drugi magistri so bili stalno na razpolago cesarju in so se imenovali in praesenti (prisotni pri cesarju). Od poznega 4. stoletja dalje so se regionalni vojaški poveljniki imenovali preprosto magister militum.
Vrhovnega poveljnika vojske z naslovom magister utriusquae militiae so včasih imenovali tudi v Zahodnem rimskem cesarstvu. Takšni poveljniki, med katerimi sta bila primer Flavij Stilihon in  Ricimer, so imeli včasih moč, ki je presegala moč cesarjev in so bili de facto vladarji cesarstva.
Na Vzhodu sta bila na položaju magister militum praesentalis dva generala. Med vladanjem cesarja Justinijana I. so zaradi povečane ogroženosti in širitve cesarstva ustanovili tri nove položaje:  magister militum per Armeniam za provinco Armenijo, ki je bila pred tem v pristojnosti  magistra militum per Orientem, magister militum per Africam  za ponovno osvojene afriške province (leta 534), ki je imel podrejenega magistra peditum, in  magister militum Spaniae za Iberski polotok (okoli leta 562).
V 6. stoletju so notranje in zunanje krize v provincah pogosto zahtevale začasno združitev civilne in vojaške oblasti v rokah magistra militum. Takšna praksa se je prvič pojavila pri ustanovitvah eksarhatov Ravena in Kartagina leta 584 in se je zatem ustalila. Po izgubah vzhodnih provinc zaradi arabskih osvajanj v 640. letih so iz preživelih operativnih armad in njihovih poveljnikov ustanovili prva bizantinska vojaška okrožja – teme.
Naslov magister militum so včasih nosili tudi vrhovni vojaški poveljniki v srednjeveški Italiji, na primer v Papeških državah in Beneški republiki, katere dož se je imel za naslednika Ravenskega eksarhata.

## Kasnejše, manj uradne rabe naslova
Od 12. stoletja dalje se je naslov magister militum uporabljal za moža, ki je v imenu svojega političnega ali fevdalnega gospodarja organiziral oborožene sile. V Gesti Herewardi je prevajalec latinskega izvirnika v zgodnjo angleščino junaka večkrat naslovil z magister militum. Izgleda, da ga je pisec izvirnika, ki se je, žal, izgubil, imel za nekakšnega nadzornika oboroženih sil. Kasnejše rabe naslova so očitno temeljile na klasičnem konceptu.

## Magister militumv slovenski književnosti
V romanu F.S. Finžgarja Pod svobodnim soncem sta na več mestih omenjena kar dva magistra militum, ki sta službovala pod Justinijanom I.. 
Prvi je bil Hilbudij, ki je bil magister militum per Tracias. Po poreklu je bil najbrž Slovan in je verjeto padel v bitki okoli leta 533.
Drugi je bil Belizar, ki je bil magister militum per Orientem. Po poreklu je bil Ilir ali Tračan in se je proslavil v bojih s Sasanidi, Vandali v severni Afriki in Ostrogoti v Italiji.

## Seznammagistri militum

### Nedoločena poveljstva
- 383-385/8: Flavij Bauto, magister militum pod Valentinijanom II.[2]
- 385/8-394: Arbogast, magister militum pod Valentinijanom II. in Evgenijem[2]
- 421–432: Flavij Gavdencij
- 383–388: Andragacij[3]
- 433–454: Flavij Ecij
- 455: Avit
- 455–472: Ricimer
- 456: Remist
- 472–473: Gundobad
- 475–476: Flavij Orest
- ? – 480: Ovida

### per Gallias
- 352–355: Klavdij Silvan
- 362–364: Flavij Jovin, magister equitum pod Julijanom Apostatom in Jovinijanom[4]
- 410s–421: Flavij Konstancij
- 425–433: Flavij Ecij
- 452–456: Agripin
- 456–465: Egidij
- 461/462: Agripin
- 465–486: Siagrij

### per Illyricum
- ?-350: Vetranij, magister peditum pod Konstansom[5]
- 361: Flavij Jovin, magister equitum pod Julijanom Apostatom[4]
- 365–375: Ekvicij, magister utriusquae militiae pod Valentinijanom I.[6]
- 457?–468: Marcelin
- 468–474: Julij Nepot
- 477–479: Hunulf
- 479–481: Sabinijan
- 528: Askum
- 530–536: Mund

### per Orientem
- okoli 347: Flavij Evzebij, magister utriusquae militia[7]
- 349–359: Ursicin, magister equitum pod Konstancijem[5]
- 359–360: Sabinijan, magister equitum pod Konstancijem[5]
- 363–367:  Lupicin, magister equitum pod Jovijanom in Valensom[4]
- 371–378: Julij, magister equitum et peditum pod Valensom[4]
- 383: Flavij Rikomer, magister equitum et peditum[2]
- 383–388: Elebih, magister equitum et peditum[2]
- 392: Evterij, magister equitum et peditum[2]
- 393–396: Addej, magister equitum et peditum[2]
- 395/400: Fravita
- 433–446: Anatolij
- 447–451: Zenon
- 460s: Flavij Ardabur Aspar
- -469: Jordan
- 469–471: Zenon
- 483–498: Ivan Skit
- c.503–505: Areobin
- 505–506: Faresman
- ?516-?518: Hipatij
- ?518–529: Diogenijan
- 520-525/526: Hipatij
- 527: Libelarij
- 527–529: Hipatij
- 529–531: Belizar
- 531: Mund
- 532–533: Belizar
- 540: Buzes
- 542: Belizar
- 543–544: Martin
- 549–551: Belizar
- 555: Amantij
- 556: Valerijan
- 569: Zemarh
- 572–573: Marcijan
- 573: Teodor
- 574: Evzebij
- 574/574-577: Justinijan
- 577–582: Mavricij
- 582–583: Ivan Mistakon
- 584-587/588: Filipik
- 588: Prisk
- 588–589: Filipik
- 589–591: Komentiol
- 591–603: Narses
- 603-604: German
- 604-605: Leontij
- 605-610: Domenciol

### per Tracias
- 377–378: Flavij Saturnin, magister equitum pod Valensom[4]
- 377–378: Trajan, magister peditum pod Valensom  [2]
- 378: Sebastijan, magister peditum pod Valensom[2]
- 380–383: Flavij Saturnin, magister peditum pod Teodozijem I.[2]
- 392–393: Flavij Stilihon, magister equitum et peditum[2]
- 412–414: Konstans
- 441: Ivan Vandal, magister utriusque militiae[8]
- 468–474: Armat
- 474: Heraklij Edeški
- 530-533: Hilbudij

### in praesenti
- 351–361: Flavij Arbit, magister equitum pod Konstancijem II.[5]
- 361–363: Flavij Nevita, magister equitum pod Julijanom Apostatom[4]
- 363–379: Viktor, magister equitum pod Valensom[4]
- 366–378: Flavij Arintej, magister peditum pod Valensom[4]
- 364–369: Flavij Jovin, magister equitum pod Valentinijanom I.[4]
- 364–366: Dagalajf, magister peditum pod Valentinijanom I.[4]
- 367–372: Sever, magister peditum pod Valentinijanom I.[4]
- 369–373: Flavij Teodozij, magister equitum pod Valentinijanom I.[4]
- 375–388: Flavij Merobavd, magister peditum pod Valentinijanom I., Gracijanom in Magnom Maksimom[9]
- 388-395: Timazij
- 394–408: Flavij Stilihon, magister equitum et peditum[2]
- 400: Fravita
- 409: Varan in Arzacij[10]
- 419-: Plinta
- 443–451: Apolonij
- 450–451: Anatolij
- 475-477/478: Armat
- 485-: Longin
- 492–499: Flavij Gibon
- 546–548: Artaban
- 585-?: Komentiol

### per Africam

#### Škofija Afrika (Zahodno cesarstvo)
- 373–375: Flavij Teodozij, magister equitum [4]
- 386–398: Gildo, magister equitum et peditum[11]

#### Afriške pretorijanske prefekture (Vzhodno cesarstvo)
- 534–536: Solomon
- 536–539: German
- 539–544: Solomon
- 544–546: Sergij
- 545–546: Areobind
- 546: Artaban
- 546–552: Ivan Troglita
- 578–590: Genadij

### Magistri militumv bizantinski in srednjeveški Italiji

#### Benetke
- 700s: Marcel
- 737: Domenico Leoni pod Leonom III. Izavrijcem
- 738: Felice Cornicola pod Leonom III. Izavrijcem
- 739: Teodato Ipato pod Leonom III. Izavrijcem
- 741: Giovanni Fabriciaco pod Leonom III. Izavrijcem
- 764–787: Mavricij Galba

## Vir
- Prosopography of the Later Roman Empire (PLRE), I-III.